# Папужка-пігмей кайський
Папужка-пігмей кайський (Micropsitta keiensis) — вид папуг з родини Psittaculidae. Ендемік Нової Гвінеї.

## Зовнішній вигляд
Довжина тіла становить близько 9,5 см; вага 10-12 г. Забарвлення оперення зелене, верхня сторона темніше нижньої. На пір'ях є вузька чорна кайма. Верхня частина голови у самки блідо-жовтого кольору, у самця вохристо-жовта чи темно-жовта, кайма на пір'ї у самців червонувата. Забарвлення щоки темно-коричневого кольору, з частковими блакитними краями. Покривне перо крила чорне, з зеленим обрамленням. Нижні і середні покривні пера хвоста жовті. Зверху хвіст синього кольору, на стернових перах — чорні відмітини.

## Поширення
Проживає в Новій Гвінеї і на островах біля неї. Населяють субтропічні і вологі тропічні ліси, мангрові ліси.

## Класифікація
Виділяють 3 підвиди:
- Micropsitta keiensis chloroxantha Oberholser, 1917
- Micropsitta keiensis keiensis (Salvadori, 1876)
- Micropsitta keiensis viridipectus (Rothschild, 1911)